# Battaglia del fiume Sabis
La battaglia del Sabis, nota anche come battaglia del Sambre o battaglia contro i Nervii, fu combattuta nel 57 a.C. nelle Fiandre tra un esercito della Repubblica romana e un'alleanza di tribù belgiche, principalmente Nervi, nei pressi del fiume Sambre..
Il comandante delle truppe romane, il proconsole Gaio Giulio Cesare, fu sorpreso e rischiò la sconfitta; secondo il suo racconto, i Romani riuscirono alla fine, grazie ad una difesa ostinata, alla capacità del comandante e all'arrivo delle truppe di rinforzo, a trasformare una sconfitta in una vittoria decisiva.

## Contesto storico
Nell'inverno 58-57 a.C., Cesare venne a conoscenza di voci che indicavano la volontà delle tribù di Belgi di attaccare i Romani. Queste notizie gli furono utili per estendere le proprie conquiste al di là della Gallia vera e propria, per assoldare altre due legioni, la XIII e la XIIII, e per convincere la tribù dei Remi ad allearsi con lui.
Come rappresaglia, le tribù belgiche e celtiche attaccarono Bibracte, l'oppidum dei Remi, situato nei pressi del fiume Aisne, allo scopo di attirare allo scoperto Cesare; questa alleanza includeva le tribù dei Bellovaci, Suessioni, Nervii, Atrebati, Ambiani, Morini, Menapi, Caleti, Veliocassi, Viromandui, Atuatuci, Condrusi, Eburoni, Ceresi e Pemani, ed era sotto il comando di Galba, re dei Suessioni.

### Preludio alla battaglia
Cesare rispose rapidamente, difendendo l'oppidum e attaccando la tribù dei Nervi; la scarsa coordinazione delle forze alleate fece sì che l'unione collassò, e gli eserciti tribali ritornarono ciascuno alle proprie terre, dove vennero sconfitti singolarmente e assoggettati dai Romani. Le quattro tibù dei Nervi, degli Atuatuci, degli Atrebati e dei Viromandui si rifiutarono però di arrendersi.

## Forze in campo
Repubblica romana - Gaio Giulio Cesare
Otto legioni: VII, VIII, VIIII Triumphalis, X, XI, XII, XIII, XIIII
Ausiliari, arcieri e cavalleria
Totale: circa 40 000
Alleanza belgica - Boduognato
Eserciti alleati: Nervi, Viromandui, Atrebati
Totale: 85 000 secondo Cesare

## Battaglia

### Prima fase: i Romani in marcia sono attaccati dalla cavalleria dei Belgi
Le legioni di Cesare marciarono per tre giorni nel territorio dei Nervi, ricevendo rapporti sulle loro posizioni. Cesare portò avanti le sei legioni veterane, mentre le due nuove legioni scortavano i bagagli. Le forze romane cominciarono a costruire il campo di marcia a nord-est del fiume Sabis su una collina. Ad ovest del fiume, con egual pendenza, si trovava un altro colle estremamente boscoso opposto a quello dove i Romani stavano costruendo il campo. E dentro a questi boschi della riva opposta si erano nascosti i Belgi.
La cavalleria insieme a frombolieri ed arcieri ausiliari di Cesare attraversò il corso d'acqua, che era profondo meno di un metro, per ottenere informazioni sulla disposizione del nemico e per ingaggiare battaglia con la cavalleria dei Belgi, la quale si ritirò tra i boschi e di nuovo uscendone attaccava nuovamente i Romani, per ritirarsi ancora una volta tra gli alberi.
Le forze belgiche, sotto il comando di un certo Boduognato, erano composte dai Nervi, dai Viromandui e dagli Atrebati, in quanto gli Atuatuci erano ancora in marcia, e non fecero in tempo a giungere sul luogo della battaglia prima della sua fine. Si erano disposti sulla riva sud del fiume, al riparo degli alberi e si preparavano all'attacco.

### Seconda fase: attacco in massa dei Belgi al campo romano
(Cesare, De bello Gallico 2.19.)
Dopo aver attraversato il fiume, che in quel punto era profondo solo tre piedi (poco meno di 1 metro), i Belgi caricarono su per la collina contro le legioni che stavano preparando il campo e che non ebbero, quindi, il tempo di disporsi in assetto da battaglia. I Romani, infatti, iniziarono a combattere mentre alcuni di loro non avevano ancora indossato l'elmo o imbracciato lo scudo. I legionari prendevano posizione nello schieramento casualmente di fianco alle insegne più vicine, dove si trovavano meno distanti dal luogo in cui, poco prima, stavano costruendo il campo.

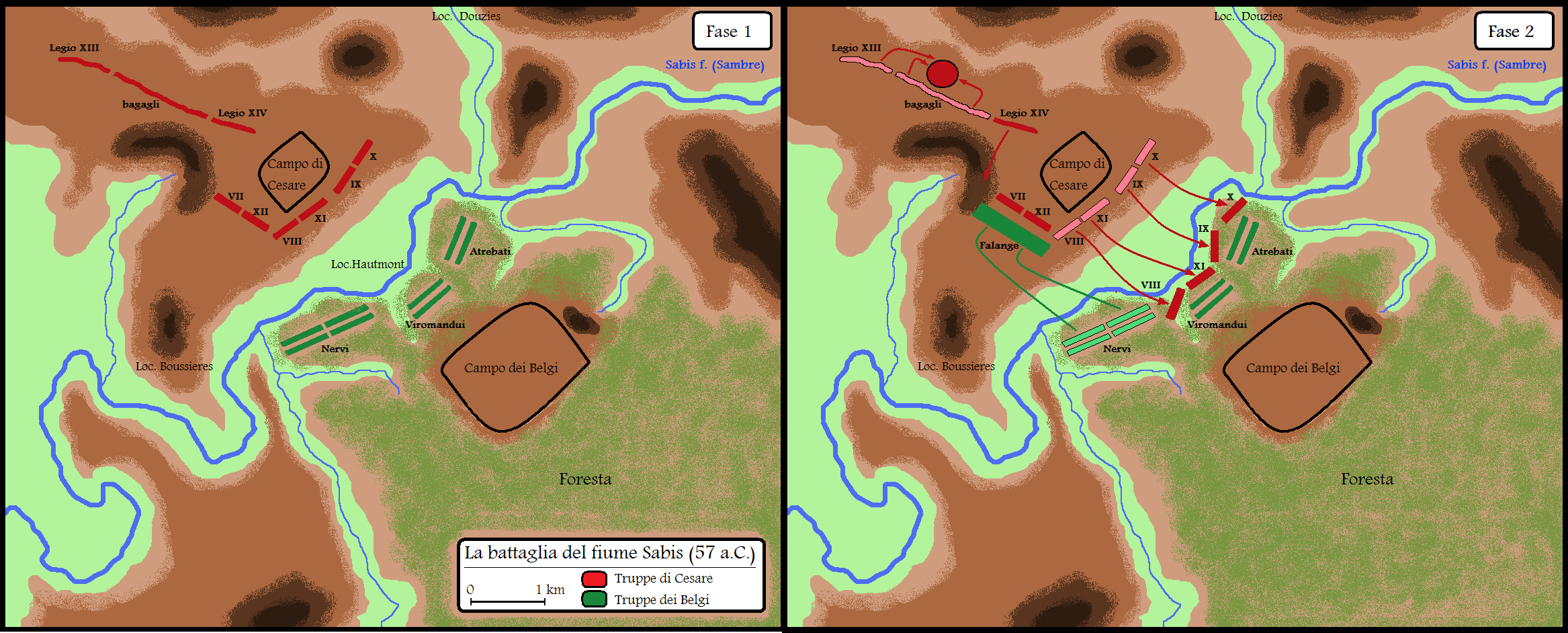
Le fasi della battaglia del fiume Sabis.

### Terza fase: la controffensiva romana
Sul lato sinistro dello schieramento romano, i soldati della IX e X si trovarono a fronteggiare gli Atrebati, i quali furono, però, ricacciati oltre il fiume dopo un fitto lancio di giavellotti. I legionari, passato il Sabis inseguirono il nemico in fase di ritirata e ne fecero un grande strage. Egualmente anche le legioni VIII e XI che si trovavano al centro dello schieramento, sbaragliarono i Viromandui lungo le rive del fiume. Le legioni VII e XII, rimaste da sole a difesa del campo romano, furono attaccate da più parti dai Nervi che costituivano la parte più consistente dello schieramento avversario.
In questa confusione totale, dove per poco la parte destra dello schieramento romano non fu completamente travolta dall'avanzata dei Nervi, solo la ferrea disciplina delle legioni e dei loro ufficiali salvò il generale romano da una possibile disfatta. Cesare racconta anche che:
(Cesare, De bello Gallico 2.24.)
Le due legioni, la VII e XII, pur se quasi circondate, continuarono a combattere con grande ardore per la propria sopravvivenza, mentre le legioni XIII e XIV si avvicinavano il più rapidamente possibile al teatro della battaglia.

### Quarta fase: la vittoria romana
Cesare, dopo aver esortato la legione X, si recò all'ala destra dello schieramento romano, dove i soldati della legione XII erano incalzati dai Nervi.
(Cesare, De bello Gallico 2.25-26.)
Con l'arrivo alle spalle dell'esercito dei Nervi della Legio X e dei rinforzi che erano stati fino a quel momento a guardia delle salmerie, i Romani presero il sopravvento, e sebbene i Nervi combattessero con coraggio e ostinazione, furono completamente massacrati. Cesare narra che al termine della battaglia dei 60 000 Nervi, ne rimasero in vita solo 500. E gli Atuatuci, venuti a sapere della sconfitta subita dai loro alleati, si ritirarono tutti insieme in una sola città fortificata dalla natura del luogo: l'oppidum di Namur.

## Conseguenze
La presa della città di Namur, la vittoria contro i Nervi prima, e quella presso il fiume Axona nel corso della stessa campagna del 57 a.C., diedero a Cesare il controllo dell'attuale Belgio.